# 泰國—斯洛伐克關係
泰國—斯洛伐克關係，是指歷史上的泰国和斯洛伐克（包括現在泰王国與斯洛伐克共和国）之間的雙邊關係。

## 政治交流
在1993年1月1日斯洛伐克脱离捷克斯洛伐克以前，泰国与斯洛伐克的外交关系从属于泰国与捷克斯洛伐克的双边关系。冷战初期的泰国政府与美国结盟并奉行反共主义，未与共产主义国家捷克斯洛伐克建立官方交流。但进入20世纪70年代，泰国改善了与共产主义阵营国家的关系，并于1974年3月16日与捷克斯洛伐克建交。
1993年1月1日，斯洛伐克脱离捷克斯洛伐克而独立后，泰国政府在斯国独立当日即与之建交，两年后，斯洛伐克政府在曼谷建立驻泰大使馆，1996年，泰国诗琳通公主也对斯洛伐克进行了正式访问。不过泰国暂未在斯洛伐克建立大使馆，对斯洛伐克的外交业务由驻奥地利大使馆兼辖，泰国也在布拉迪斯拉发委派了名誉领事，以发展双边关系。

## 经贸交流
在20世纪70年代初双边未建立官方往来渠道前，泰国的商业代表团就已经前往当时的捷克斯洛伐克，考察与包括捷克斯洛伐克在内的东欧共产主义国家建立贸易往来的可能性。两国建交后，经贸关系得到了一定的加强，2003年，泰、斯双边贸易额首次突破20亿斯洛伐克克朗。其后两国更通过签署经济合作协议等条约，为两国经贸活动的进一步发展提供了法理依据。
据經濟複雜性研究中心统计，2020年，泰、斯双边贸易额达到2.32亿美元。其中泰国出口1.92亿美元，主要出口鱼及鱼制品、鞋类、橡胶及电气电子产品等。而电子、电气工程、机械工程和道路交通领域的一些产品，在斯洛伐克市场上较为受到欢迎，且开始成为泰国出口斯国的主要产品。当年，斯洛伐克向泰国出口了4000万美元，主要出口车辆、轴承，离心机等机械工业产品及铝、铜等矿产原料。两国也已经建立了一些合作投资项目。

## 人文交流
现今两国在高等教育领域有一定的合作关系，斯洛伐克夸美纽斯大学与宋卡王子大學、瑪希敦大學等高等院校有合作关系。斯洛伐克国内有一些泰国留学生就读斯洛伐克的大学。自1996年起，斯洛伐克政府每年向泰国本科生颁发一项奖学金，一直持续至今。由于来往于双方国家的旅客人数也逐年增加，两国政府也有兴趣加强在旅游观光领域的合作。